# 787
787 (DCCLXXXVII, na numeração romana) foi um ano comum do século VIII, do Calendário Juliano, da Era de Cristo, teve início a uma segunda-feira e terminou também a uma segunda-feira, e a sua letra dominical foi G.
| Ano completo                         |
| ------------------------------------ |
| Ano comum com início à segunda-feira |

## Eventos
- Concílio de Niceia: condenação do Iconoclasmo.

## Nascimentos
- Abu Ma'shar al-Balkhi[1]